# Comisiones Obreras
Comisiones Obreras (CC. OO.), oficialmente denominada Confederación Sindical de Comisiones Obreras (C. S. de CC. OO.), es una confederación sindical española, organizada en sus orígenes por militantes comunistas y de otras identidades políticas, vinculada en su fundación al Partido Comunista de España y en Cataluña al Partit Socialista Unificat de Catalunya, aunque independiente de cualquier partido político.
Según sus Estatutos, CC. OO. se define como un sindicato: «reivindicativo, de clase, unitario, democrático, feminista, independiente, participativo, de masas, de hombres y mujeres, sociopolítico, internacionalista, pluriétnico y multicultural». Ideológicamente, «se orienta hacia la supresión de la sociedad capitalista y la construcción de una sociedad socialista».
En 2024, es la primera fuerza sindical de España, junto con la Unión General de Trabajadoras y Trabajadores (UGT).

## Historia del sindicato

### Nacimiento y papel durante la dictadura
Teniendo como referente inmediato el sindicato clandestino Oposición Sindical Obrera las primeras comisiones obreras fueron organizadas durante los años 1960 en Asturias, Cataluña, Madrid y las provincias vascas de Guipúzcoa y Vizcaya como movimiento surgido de conflictos laborales para su dirección al margen del sistema franquista. Se trataba de órganos de representación de los trabajadores elegidos en asamblea. Fueron impulsadas por el Partido Comunista de España (PCE), el Partit Socialista Unificat de Catalunya (PSUC), movimientos cristianos obreros (JOC y HOAC) y otros colectivos opuestos al régimen franquista, lo que hizo pasar de las comisiones momentáneas surgidas de los conflictos a un movimiento estable y organizado.
Para muchos historiadores, uno de los primeros lugares donde se formaron las Comisiones Obreras fue en Laciana (León), dentro de la Minero Siderúrgica de Ponferrada (MSP), aunque otros comparten este origen entre Jerez y la mina La Camocha (Gijón), en el año 1957, con ocasión de una huelga. Tanto el origen del sindicato en La Camocha como las negociaciones con la empresa durante la huelga de 1957, por parte de una comisión de mineros encabezada por el comunista Casimiro Bayón y el falangista y exdivisionario Gerardo Tenreiro, han sido llevados a la literatura por Armando Murias en su novela Una tierra tan lejana (Velasco Ediciones, 2025).
El desarrollo de la huelga minera de Asturias de 1962 («La huelgona») consigue, además de un importante aumento salarial, la incorporación de 12 representantes de los trabajadores dentro del Jurado de Empresa compuesto hasta entonces por simpatizantes del Movimiento. Esos nuevos 12 representantes (que eran la mitad del Jurado de Empresa) formaron una Comisión Obrera que ya recibía directrices del PCE, destacando entre sus miembros a Benjamín Rubio, antiguo enlace de la Guerrilla y dirigente comunista en la clandestinidad. Por tanto, mientras que las Comisiones Obreras formadas en Asturias durante el final de la década de los 50, su carácter fue limitado en el tiempo, desapareciendo su composición tras la resolución de los conflictos. En cambio, en el caso de Laciana, la Comisión Obrera se hizo permanente y se mantuvo dentro de la MSP hasta que las autoridades franquistas inician la persecución de las CC. OO. Ese es el motivo que argumentan algunos historiadores para considerar esto como el verdadero surgimiento de CC. OO.

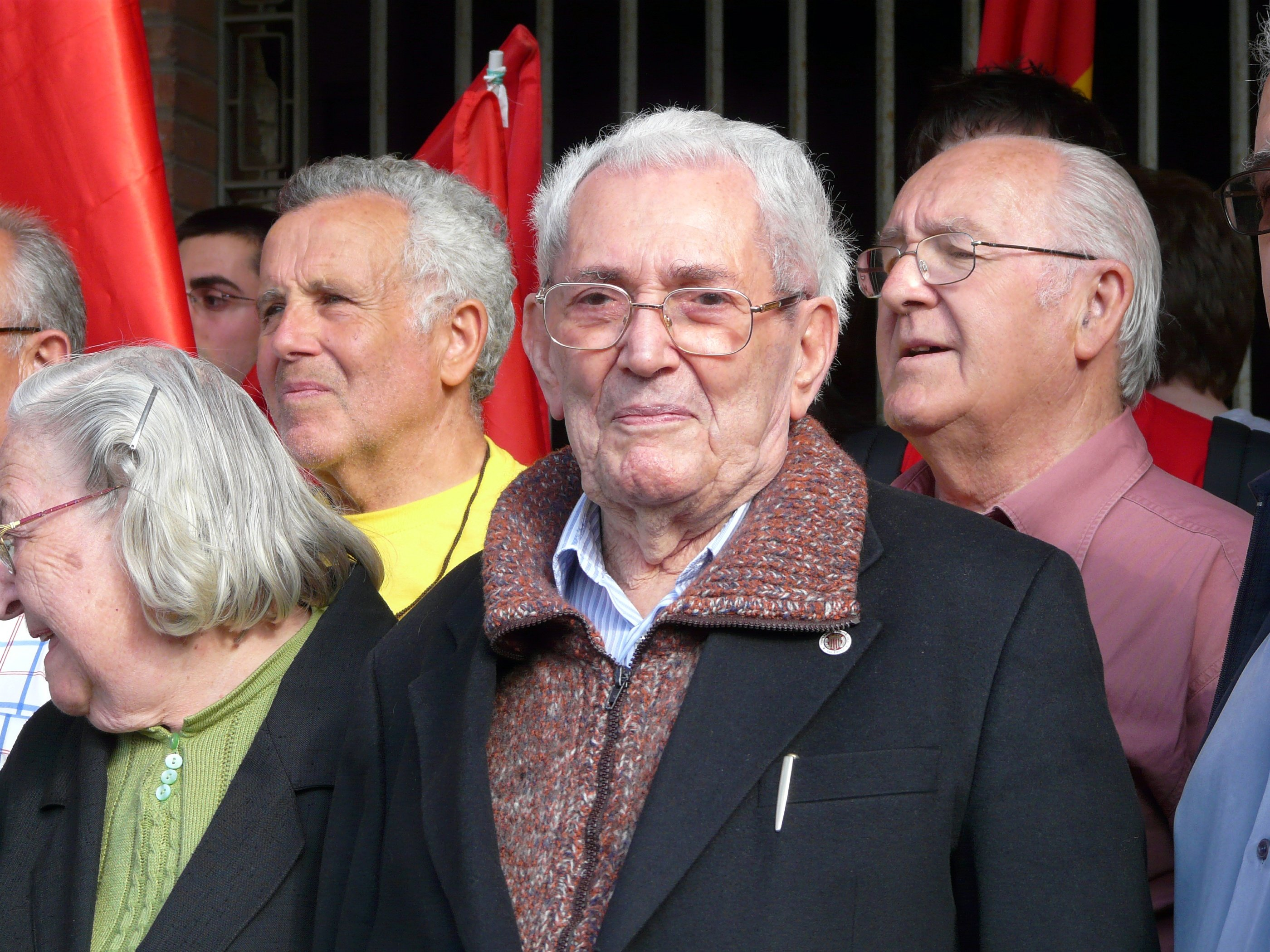
Marcelino Camacho

Su táctica fue la del entrismo, es decir: infiltrarse en los Sindicatos Verticales franquistas. Desde mediados de los años 50 se convirtió en uno de los principales movimientos de oposición, desde el interior del estado, al régimen franquista. Esta fue una de las razones por las que obtuvo importantes apoyos y consiguió la elección de delegados principalmente en las grandes fábricas y minas. En las elecciones sindicales de 1966, CC. OO. logra un gran triunfo, lo que significó un duro golpe al sindicato vertical. La primera Reunión General de las CC. OO. del Estado tiene lugar en junio de 1967, en Madrid. El Tribunal del Orden Público, que sustituyó a los Tribunales Militares como instrumento represor, declararó a CC. OO. «organismo ancilar y correa de transmisión del Partido Comunista de España».En consecuencia el Tribunal Supremo, en noviembre de 1967, las declara a CC. OO. subversiva e ilícita. Son estrechamente vigilados por los servicios secretos franquistas. La represión contra CC. OO. es brutal: de 9000 condenados entre 1963 y 1977 por el TOP, una inmensa mayoría eran militantes de CC. OO.
En el año 1968 Marcelino Camacho, Julián Ariza y otros dirigentes sindicales son encarcelados y procesados por su pertenencia a CC. OO. El auge del movimiento obrero es respondido por el régimen declarando sucesivos estados de excepción, destacando el de 1969 y el de 1970-71, que provocan numerosas detenciones y torturas a dirigentes obreros. Destaca la detención y condena a largos años de prisión de la Coordinadora Nacional de CC. OO. (el llamado Proceso 1001) que, aunque dificulta las movilizaciones, no impide que a partir de 1973 los conflictos colectivos, los paros y las huelgas se suceden en numerosas empresas y sectores de todo el Estado, y que CC. OO. se consolide y fortalezca como organización. Esta táctica se culminaría en las elecciones sindicales de 1975, en plena agonía del régimen franquista, donde CC. OO. conseguiría la abrumadora mayoría de los delegados elegidos en las principales empresas del país. Esto le haría arrancar con fuerza con la caída del régimen para estar a la cabeza de las numerosas huelgas y movilizaciones obreras que conquistaron los derechos sociales, políticos y laborales para la clase trabajadora. Según Marcelino Camacho el modelo organizativo de Comisiones Obreras por aquel entonces era completamente original y se basaba en experiencias históricas como los consejos obreros de los países del Este y las experiencias del sindicalismo revolucionario.

### La Transición y los años 1980

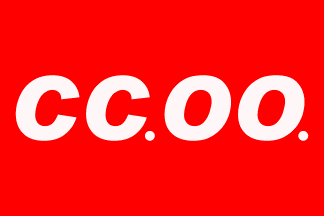
Emblema de CC. OO. hasta 2007

Desde la transición democrática hasta 1987 su secretario general fue el histórico dirigente obrero Marcelino Camacho, también dirigente del PCE y diputado entre 1977 y 1981. En 1976 celebró la conocida como «Asamblea de Barcelona», donde se sentaron las bases para la transformación de CC. OO. de movimiento sociopolítico de base a confederación sindical de clase. La «etiqueta» de «comunista» que pendía sobre CC. OO. impidió su legalización al mismo tiempo que el resto de centrales sindicales. El asesinato de los abogados laboralistas (militantes del sindicato y del PCE) de la calle de Atocha de Madrid a manos de un grupo terrorista de extrema derecha y el masivo seguimiento de su funeral y las huelgas de repulsa convocadas fue el detonante de la legalización de CC. OO. y el PCE en abril de 1977. En esos años el sindicato crece vertiginosamente en afiliación, al igual que el resto de centrales sindicales y partidos de la izquierda. De 1976 a 1978 CC. OO. pasa de 30 000 a 1 823 907 afiliados. Sin embargo, tras la firma de los Pactos de la Moncloa esta cifra comenzará progresivamente a descender, pasando a 702 367 en 1981 y a 332 019 en 1986, al igual que el nivel general de sindicación de los trabajadores españoles, que desde entonces no pasará del 20 %. Esta evolución negativa de la afiliación comenzará a cambiar de signo a partir de 1987. En el año 1980 recibe una parte importante de los militantes de la USO, pertenecientes a su corriente socialista autogestionaria.
Al año siguiente de su legalización, en 1978, celebró su I Congreso Confederal, donde Marcelino Camacho fue confirmado como secretario general con 1 103 votos a favor (90,9 %), 4 en contra (0,3 %) y 106 abstenciones (8,8 %), los mismos resultados que se produjeron en la elección de la primera Comisión Ejecutiva Confederal. Camacho fue asimismo reelegido el II Congreso (1981) y el III (1984). A partir de este último congreso se evidencia la diferenciación en sensibilidades que protagonizará la década de 1980, entre una mayoría ligada al PCE y encabezada por Camacho, y tres minorías vinculadas respectivamente al PTE-UC (denominados «carrillistas» y liderados por Julián Ariza); al PCPE, llamados «prosoviéticos» y encabezados por Alfredo Clemente; y a la LCR y el MC (conocida como «Izquierda Sindical» y cuyos portavoces eran Joaquín Nieto y Rafael Gisbert). Ya en el II Congreso se presentaron dos listas a la Comisión Ejecutiva: la encabezada por Camacho obtuvo 667 votos (74,4 %) y 36 puestos, mientras la liderada por Clemente logró 229 (25,6 %) y 13 miembros.

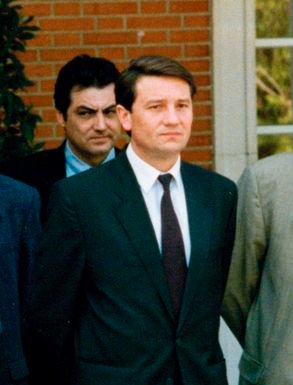
Antonio Gutiérrez

En el III Congreso, Camacho fue elegido secretario general con 579 votos a favor (61,3 %), 312 en contra (33 %) y 54 en blanco (5,7 %). Se presentaron cuatro listas a la Comisión Ejecutiva: la encabezada por Camacho obtuvo 500 votos (52,9 %) y 26 puestos; la de Ariza logró 266 votos (28,1 %) y 14 puestos; la de Clemente, 144 votos (15,2 %) y 8 puestos; y por último la de Nieto, 27 votos (2,9 %) y un puesto en el órgano de dirección del sindicato. En 1986 participa en las históricas movilizaciones contra la permanencia de España en la OTAN. 
El IV Congreso Confederal, celebrado en 1987, sancionó el relevo de Camacho en la secretaría general por Antonio Gutiérrez. Camacho fue nombrado presidente del sindicato por 733 votos a favor (77,2 %), 169 en contra (17,8 %) y 48 en blanco (5,1 %). Gutiérrez, por su parte, fue elegido secretario general con 716 votos a favor (75,6 %), 179 en contra (18,9 %) y 52 en blanco (5,5 %). A la Comisión Ejecutiva concurrieron tres candidaturas. La liderada por Camacho y Gutiérrez, que integró a los hombres de Clemente, logró el apoyo de 696 delegados (72,1 %) y se hizo con 37 puestos; la encabezada por Ariza, 188 votos (19,5 %) y 10 puestos; y la de Gisbert, 71 votos (7,4 %) y 5 miembros en la nueva ejecutiva.
El V Congreso (1991) confirmó a Marcelino Camacho en la presidencia, con 614 votos favorables (68,1 %), 161 en contra (17,9 %) y 127 abstenciones (14,1 %); y a Gutiérrez en la secretaría general, con 772 votos favorables (83,9 %), 58 contrarios (6,3 %) y 90 abstenciones (9,8 %). En este cónclave se presentó una lista unitaria a la Comisión Ejecutiva, que fue aprobada por 837 votos a favor (92,5 %), 24 en contra (2,7 %) y 44 abstenciones (4,9 %).
Comisiones convocó las huelgas generales de 1985, 1988, 1992 y 1994 contra la política económica y laboral del gobierno de Felipe González. Especialmente masiva e histórica fue la huelga general del 14 de diciembre de 1988, convocada junto a la UGT, que con un 95 % de seguimiento obligó a retirar el Plan de Empleo Juvenil al gobierno y sentarse a negociar. A raíz de dicha negociación, los sindicatos lograron un aumento significativo del presupuesto para pensiones (incluida la ampliación de las pensiones no contributivas), subsidios de desempleo y gasto sanitario; la subida del salario de los empleados públicos y la extensión de la negociación colectiva en la función pública.

### De 1990 a la actualidad

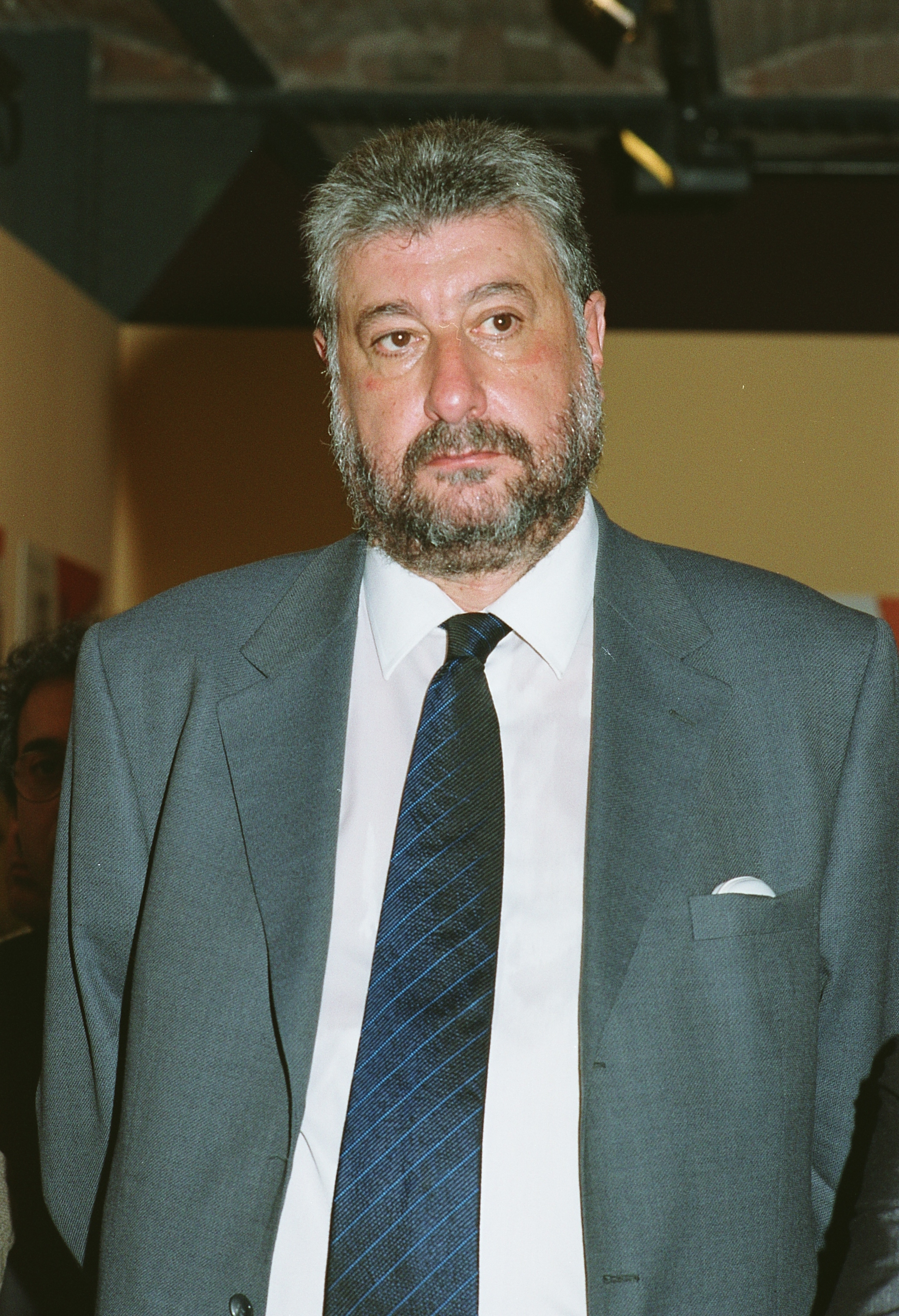
José María Fidalgo

Desde el IV Congreso (1987) el secretario general del sindicato fue Antonio Gutiérrez, reelegido en el V Congreso (1991), durante cuyo mandato se impulsó un alejamiento del PCE y un fomento de la negociación y el pacto social, duramente criticado por el que pasó a denominarse Sector Crítico como ala izquierda contestataria de la dirección del sindicato, apoyado por Marcelino Camacho y Agustín Moreno, a partir del VI Congreso (1996). En este congreso, Camacho fue cesado como presidente, al recibir su candidatura 366 votos a favor (36,9 %), 571 en contra (57,6 %) y 54 abstenciones o votos en blanco (5,5 %). Gutiérrez fue reelegido con 657 votos favorables (66,2 %), 320 negativos (32,2 %) y 16 abstenciones o sufragios en blanco (1,6 %). La candidatura «oficialista» a la Comisión Ejecutiva recibió el apoyo de 651 delegados (65,7 %) y obtuvo 12 asientos; mientras la «crítica» logró 339 votos (34,2 %) y 7 puestos.
Desde el VII Congreso (2000) el secretario general fue José María Fidalgo, elegido con 699 votos a favor (71,70 %) y 281 en contra (28,82 %). Similares números depararon la elección de la Comisión Ejecutiva entre mayoritarios y «críticos». Fidalgo fue reelegido en el VIII Congreso de abril de 2004, aunque con solo 590 votos (59 %) frente a los 299 de Agustín Moreno (30 %). En ese congreso se presentaron tres candidaturas a la Comisión Ejecutiva: la liderada por Fidalgo se hizo con la mayoría con el 58,4 % de los votos, mientras la del «Sector Crítico» lograba el 23,1 % y la de «Alternativa Confederal» el 18,1 %. En 2002 CC. OO. y UGT convocaron una huelga general contra el decreto del gobierno de José María Aznar que abarataba el despido, eliminaba subsidios agrarios y fomentaba la precariedad laboral, conocido como decretazo. Después de las protestas la medida fue retirada casi en su totalidad. En este ciclo CC. OO. supera el millón de afiliados.

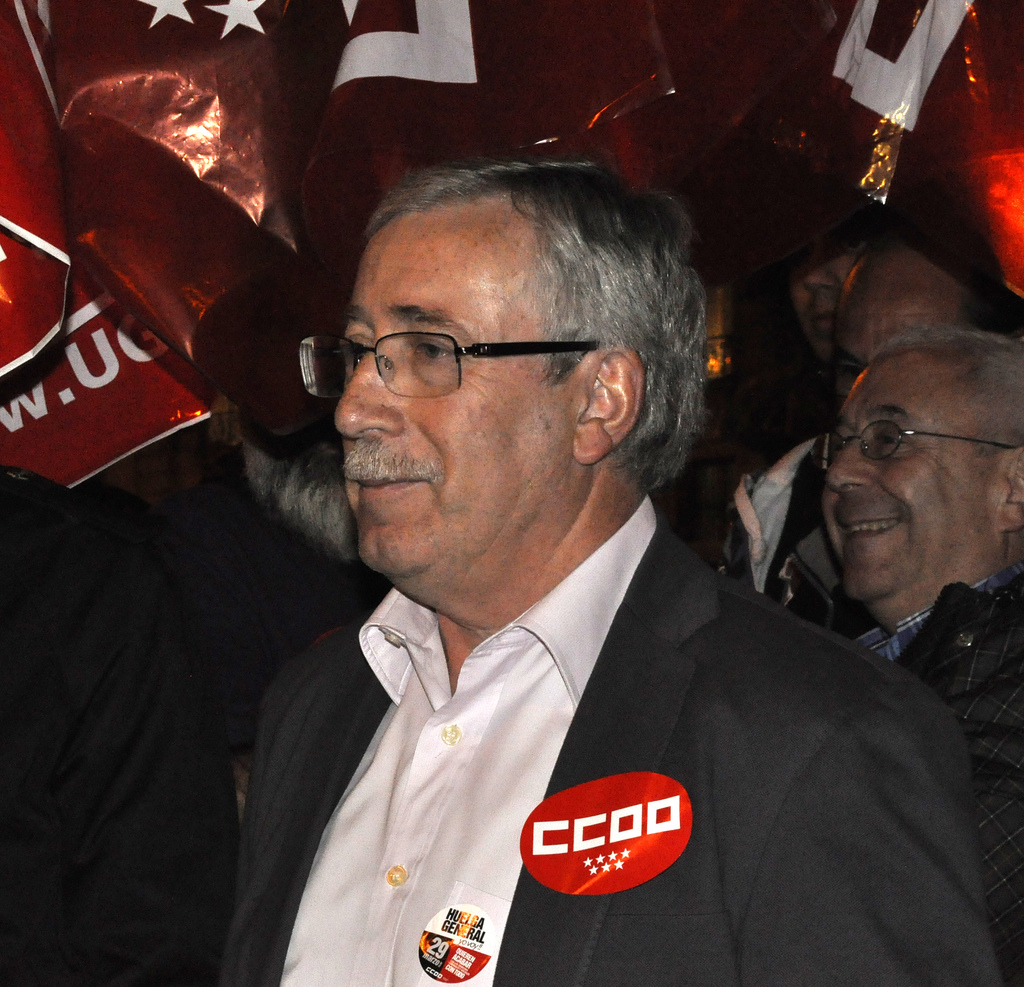
Ignacio Fernández Toxo

En diciembre de 2008 celebró su IX Congreso Confederal, al que llega como la primera central sindical del país, con 1 200 000 afiliados y 120 000 delegados en las empresas y centros de trabajo de toda España. En el IX Congreso fue elegido secretario general Ignacio Fernández Toxo, superando por 28 votos (512 frente a 484) a José María Fidalgo. En la elección de la Comisión Ejecutiva, la lista de Toxo (que agrupó a sus partidarios, al «Sector Crítico» y a «Alternativa Confederal») se impuso por 509 papeletas (51 %) a la candidatura de Fidalgo, que obtuvo 488 votos (49 %). Más tarde, en el X Congreso (febrero de 2013) sería reelegido secretario general de CC. OO., consiguiendo el apoyo de 626 delegados (86,5 %) por 98 votos en blanco (13,5 %). La lista única a la Comisión Ejecutiva recibió 663 votos favorables (91,3 %) y 63 en blanco (8,7 %).

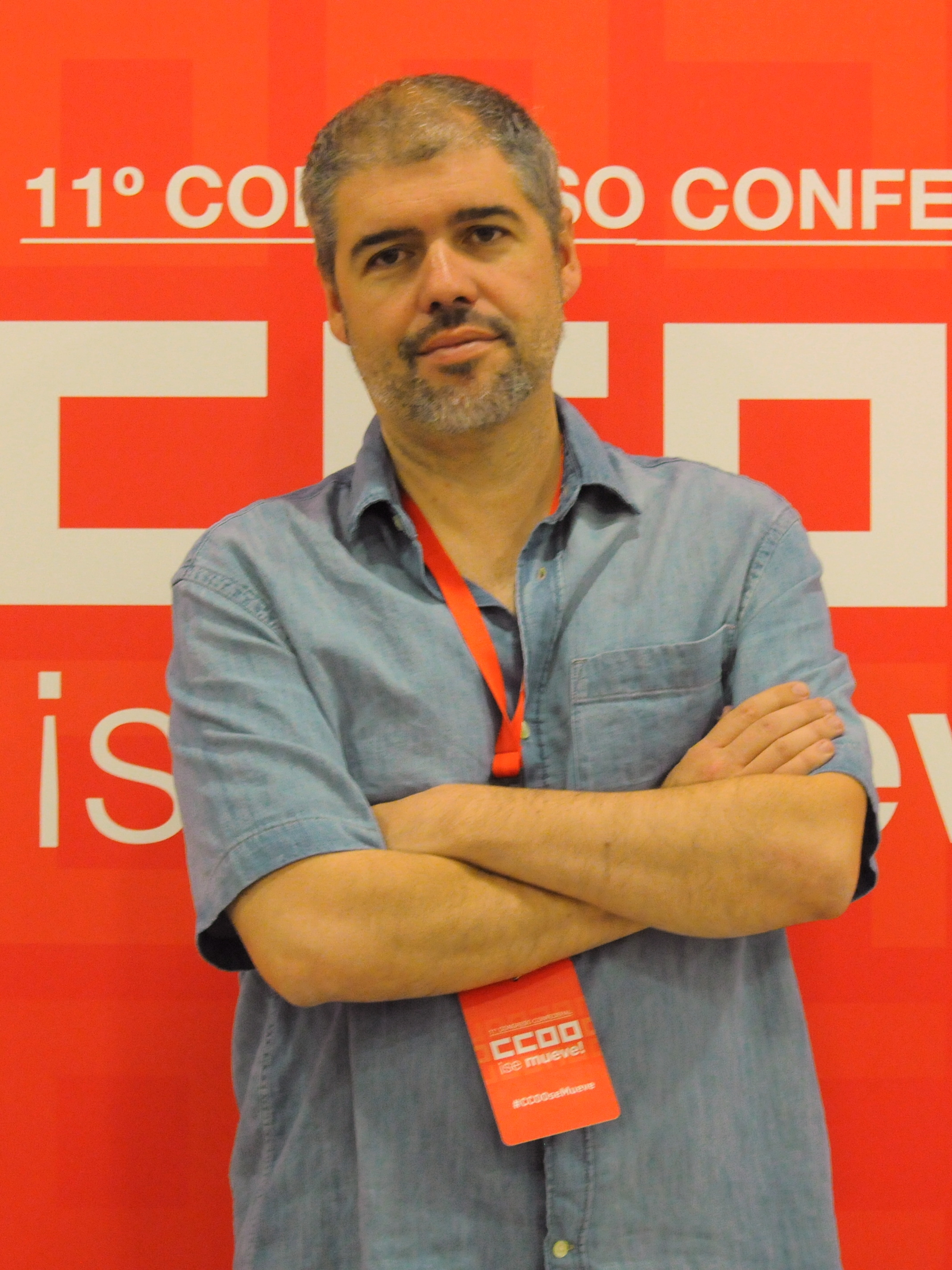
Unai Sordo

Durante la secretaría de Toxo, CC. OO. se ha posicionado frente a la política de recortes iniciada en mayo de 2010 por el presidente José Luis Rodríguez Zapatero, y continuada por su sucesor Mariano Rajoy, promoviendo diversas huelga y movilizaciones a niveles local y sectorial además de tres Huelgas Generales en todo el país: septiembre de 2010, marzo de 2012 y la Huelga General Europea de 2012. Es de destacar, como innovación en la estrategia sindical, la interposición de Iniciativas Legislativas Populares ante el Congreso de los Diputados en temas como legislación laboral, derecho a la vivienda y fiscalidad. Además durante su segundo mandato el sindicato tuvo que afrontar el escándalo de las «tarjetas black».
El 11 de marzo de 2017, a la edad de 64 años, Toxo anunció públicamente ante el Consejo Confederal de CC. OO. su intención de no presentar candidatura al XI Congreso de la organización sindical, a celebrar a finales de junio de ese mismo año. Comentando las causas de su renuncia, Toxo afirmó que «Tenemos que entender que la última de las generaciones de un sindicalismo nacido en la dictadura, que es la mía, debe dejar paso», además de expresar su apoyo a la candidatura de Unai Sordo, líder de CC. OO. de Euskadi. El XI Congreso Confederal eligió como secretario general a Sordo, que recibió 659 votos favorables (89,8 %) y 75 en blanco (10,2 %). La candidatura única a la Comisión Ejecutiva Confederal fue elegida con 451 votos a favor (68,4 %) frente a 208 en blanco (31,6 %), contabilizándose además 78 sufragios nulos.

### Secretarios Generales
| Periodo   | Secretario General     |
| --------- | ---------------------- |
| 1976-1987 | Marcelino Camacho      |
| 1987-2000 | Antonio Gutiérrez      |
| 2000-2008 | José María Fidalgo     |
| 2008-2017 | Ignacio Fernández Toxo |
| 2017-     | Unai Sordo             |

## Organización

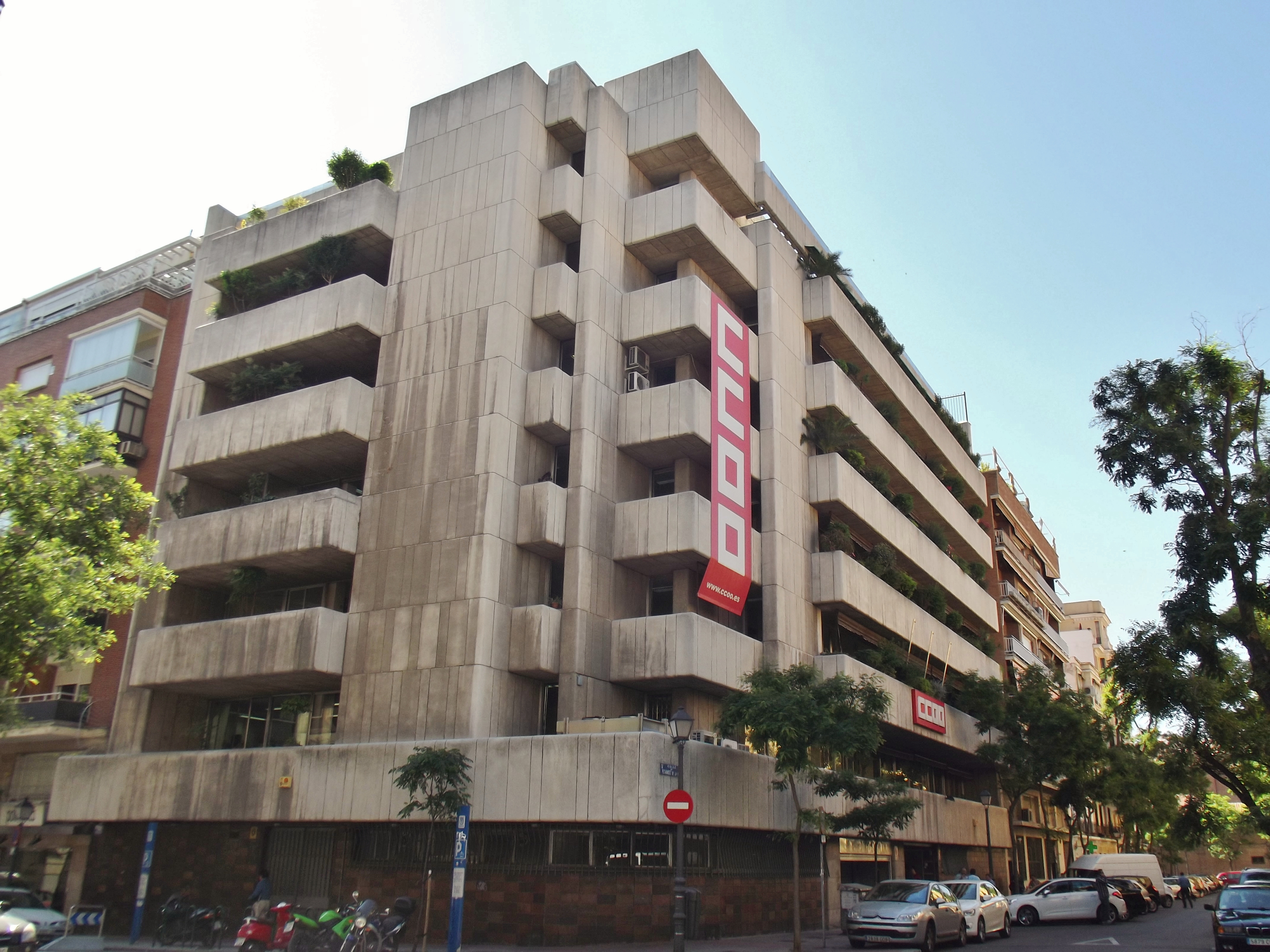
Sede de CC. OO. en Madrid, en la calle de Fernández de la Hoz

Comisiones Obreras se organiza, desde el punto de vista del territorio, a nivel comarcal, provincial, regional y nacional en uniones regionales o confederaciones de nacionalidad así como escala estatal. Igualmente y de forma paralela se organiza en el plano sectorial, desde la sección sindical en la empresa hasta la federación estatal. Sus federaciones de rama son:
- Federación de Industria (FI).
- Federación de Hábitat.
- Federación de Enseñanza (FE).
- Federación de Servicios a la Ciudadanía (FSC).
- Federación de Servicios.
- Federación de Sanidad y Sectores Sociosanitarios (FSS).
- Federación de Pensionistas y Jubilados (FPJ).

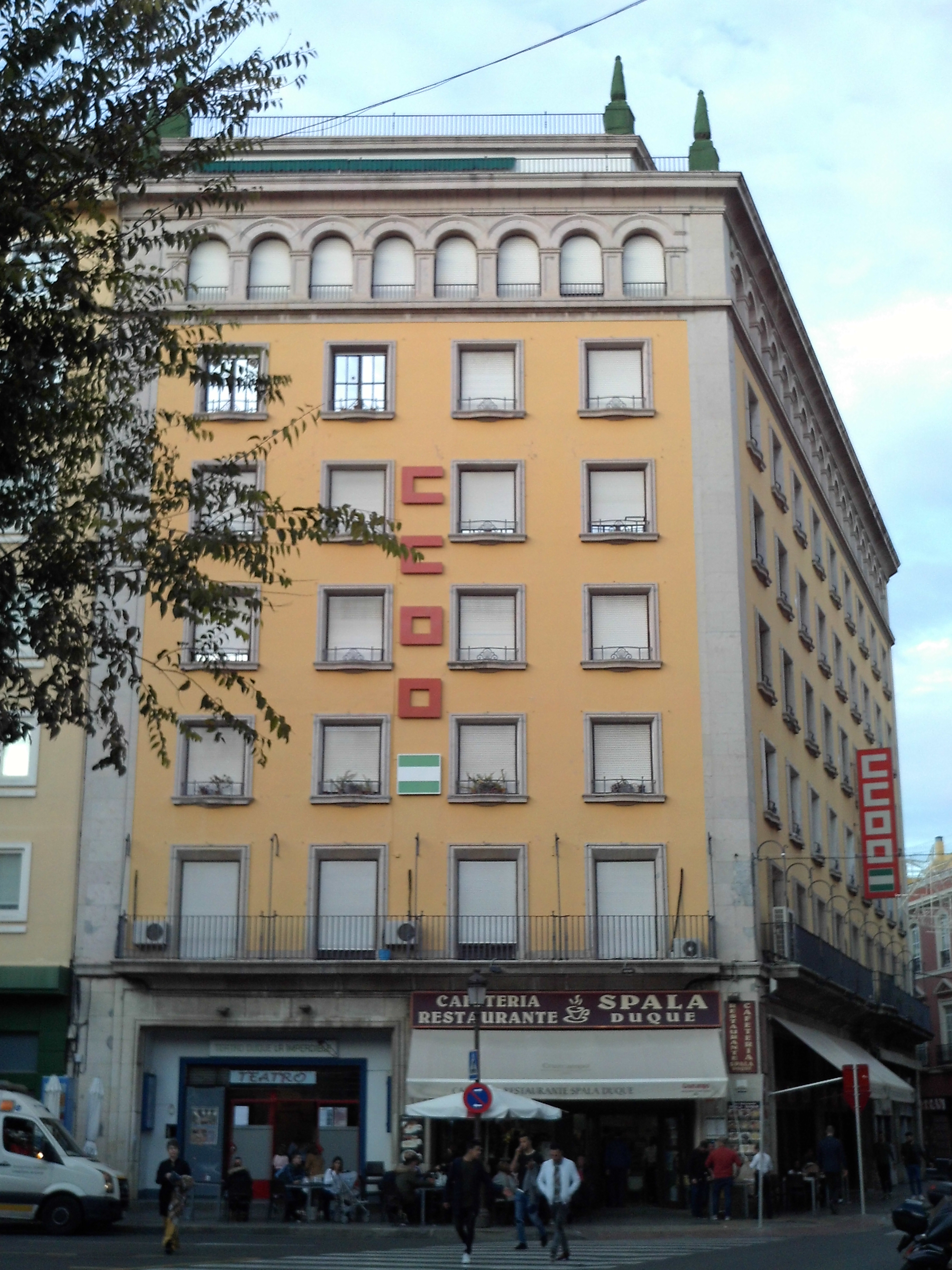
Antigua sede de CC. OO. en Sevilla

Sus órganos de decisión, a nivel confederal, son el Congreso Confederal, el Consejo Confederal y la Comisión Ejecutiva Confederal.
Secretaría General
Unai Sordo
Comisión Ejecutiva
- Secretaría de Finanzas y Administración: María Cardeñosa Peñas.
- Secretaría de Políticas Públicas y Protección Social: Carlos Bravo Fernández.
- Secretaría de Mujeres e Igualdad: Carolina Vidal López.
- Secretaría de Participación Institucional: Carmen Vidal Barbero.
- Secretaría de Internacional y Cooperación: Cristina Faciaben Lacorte.
- Secretaría de Formación Sindical y estudios: Carlos Gutiérrez Calderón.
- Secretaría de Juventud: Adrià Junyent Martínez.
- Secretaría de Organización: Agustín Martín Martínez.
- Secretaría de Acción Sindical: Maricruz Vicente Peralta.
- Secretaría de Salud Laboral y mediambiente: Mariano Sanz Lubeiro.
- Secretaría de Comunicación: Empar Pablo Martínez.
- Transiciones Estratégicas y Desarrollo Territorial: Vicente Sánchez Jiménez.

## Corrientes internas

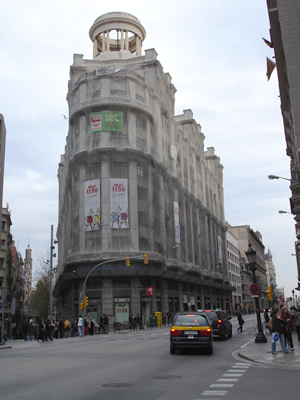
Sede de CC. OO. en Barcelona

En CC. OO. coexisten, a grandes rasgos, tres corrientes o tendencias:
- La «Mayoría Confederal»: sector ligado a las últimas direcciones confederales. Tiene clara mayoría en 19 organizaciones: en las federaciones de Servicios a la Ciudadanía, Industria, Sanidad, Comercio y Hostelería, Servicios Financieros y Administrativos, Enseñanza, Industrias Textil-Químicas; y en las organizaciones territoriales de Cantabria, Ceuta, País Vasco, Navarra, Cataluña, Galicia, Castilla y León, Comunidad Valenciana, Andalucía, Extremadura y Murcia. En el Congreso de 2008 se dividió, entre los partidarios de José María Fidalgo, proclives al continuismo, y los de Ignacio Fernández Toxo, partidarios del entendimiento con las corrientes opositoras. La actual dirección la componen, proporcionalmente, miembros de todas las corrientes.
- El «Sector Crítico»: corriente formada en 1996 por el ala izquierda de CC. OO. y vinculado al Partido Comunista de España (PCE). Estuvo encabezada por Agustín Moreno y apoyada por Marcelino Camacho. Su principal portavoz fue Salce Elvira.[30] Mayoritarios en la Federación de Pensionistas y Jubilados, y en las federaciones territoriales de Asturias, Baleares y La Rioja.
- La «Alternativa Confederal»: sector escindido de la Mayoría Confederal, encabezado por el exsecretario de organización Rodolfo Benito. Tienen clara mayoría en las Federaciones de Construcción y Madera, y Agroalimentaria, y en las uniones regionales de Madrid, Aragón, Canarias y Melilla. Por el nombre de quien lidera este sector se les conoce en el sindicato como los «rodolfos» o los «benitos».